# Тікун Тетяна Леонідівна
Тетя́на Леоні́дівна Тіку́н (Тикун) (* 1994) — українська гірськолижниця; учасниця міжнародних турнірів.

## З життєпису
Участь в міжнародних турнірах:
- 2011 — FIS Junior World Ski Championships; Кран-Монтана (Швейцарія) — 42-га.
- 2012 — FIS Junior World Ski Championships; Роккаразо (Італія) — 66-та.
- 2013 — Чемпіонат світу з гірськолижного спорту; Шладмінг (Австрія) — 65-та.

Представляє Збройні сили України.
2019 року Тетяна Тікун і Левко Цібеленко перемогли у міжнародному турнірі з гірськолижного спорту «Серена Хотелс-КАС Каракорум», який відбувся в Ісламабаді.